# Bromus maritimus
Bromus maritimus là một loài thực vật có hoa trong họ Hòa thảo. Loài này được (Piper) Hitchc. mô tả khoa học đầu tiên năm 1912.